# 摩文仁村
摩文仁村（まぶにそん）は、かつて沖縄県島尻郡にあった村。現在の糸満市南東部にあたる。
1908年の島嶼町村制で摩文仁村となる。1946年に真壁村・喜屋武村と合併し三和村となり消滅。村役場は米須に置かれた。

## 沿革
もともと摩文仁間切で、1896年の郡区制で島尻郡に編入。1908年4月1日に島嶼町村制で摩文仁村となった。主な産業は農業。
沖縄戦では摩文仁が最後の激戦地となり、村民だけでも犠牲者数は約1200人近くと村人口の約半数にもなった。このため人口は半減し、このまま村独自では復興が難しいことから、1946年4月1日に隣接する真壁村と喜屋武村と合併、三和村となり摩文仁村は消滅した。村役場は三和村米須支所となった。
その後三和村は1961年10月1日に（旧）糸満町（現在の糸満市字糸満）・高嶺村・兼城村と合併し（新）糸満町となり僅か15年で消滅。さらに1971年12月1日に市制施行し、糸満市となった。

## 地域
- 伊原（いはら）
- 大度（おおど）
- 米須（こめす）
- 摩文仁（まぶに）
- 波平（みなみなみひら）　現在は旧兼城村の波平（北波平）と分けるため南波平となった

## 隣接していた自治体
- 真壁村（現在の糸満市）
- 喜屋武村（現在の糸満市）
- 具志頭村（現在の八重瀬町）

## 現在の糸満市米須地域

### 交通
道路
- 国道331号
- 沖縄県道7号奥武山米須線（主要地方道）
- 沖縄県道223号魂魄之塔線

路線バス
- 82番・玉泉洞糸満線
- 107番＆108号・南部循環線

いずれも琉球バス交通による運行

### 学校
- 糸満市立米須小学校

中学校は真壁の三和中学校に通学する。

### 主要施設
- 沖縄戦跡国定公園（復帰前は政府立公園）全域が指定
  - 平和祈念公園（摩文仁）
    - 平和祈念堂（1978年完成）
    - 平和祈念資料館（1975年開館、2000年にリニューアル）
    - 国立沖縄戦没者墓苑
    - 平和の礎（いしじ・1995年建立）

  - ひめゆりの塔（伊原）
    - ひめゆり平和祈念資料館（1989年開館）

  - 健児の塔（摩文仁）
- 糸満観光農園（摩文仁）